# تيودور بلهارتس
تيودور ماكسميليان بلهارتس (بالألمانية: Theodor Bilharz) (زيغمارينغن 1825 - القاهرة 1862) طبيب ألماني، ومكتشف طفيل البلهارسيا.

## ولادته ونشأته
ولد تيودور بلهارس في 23 مارس 1825 في ألمانيا. ودرس الطب في جامعة توبنجن في الفترة من 1845- 1849.
في سنة 1850 قابل عميد مدرسة الطب بمصر، فيلهلم جريزنجر (بالألمانية: Wilhelm Griesinger ) الألماني، فأقنعه بالسفر إلى مصركمساعد له، ثم أصبح كبير الأطباء بالعديد من مستشفيات القاهرة. وكذلك ألقى بلهارتس محاضرات في مدرسة الطب بمصر حتى أصبح أستاذًا للتشريح، وطابت له الإقامة في مصر، واتصل بالبيئة المصرية وأتقن اللغة العربية، وتوجه لدراسة الآثار المصرية .

## قصة اكتشاف البلهارسية
اكتشف بلهارتس أن كثيرا من المصريين مصابون بهذا المرض وأنه يستنزف قواهم من زمن بعيد، ففي 1851 اكتشف دودة من النوع الماص سميت فيما بعد بلهارسية، وقد عثر عليها في الدم والكبد، ويبلغ طول الدودة سنتيمتر واحد.

## وفاته

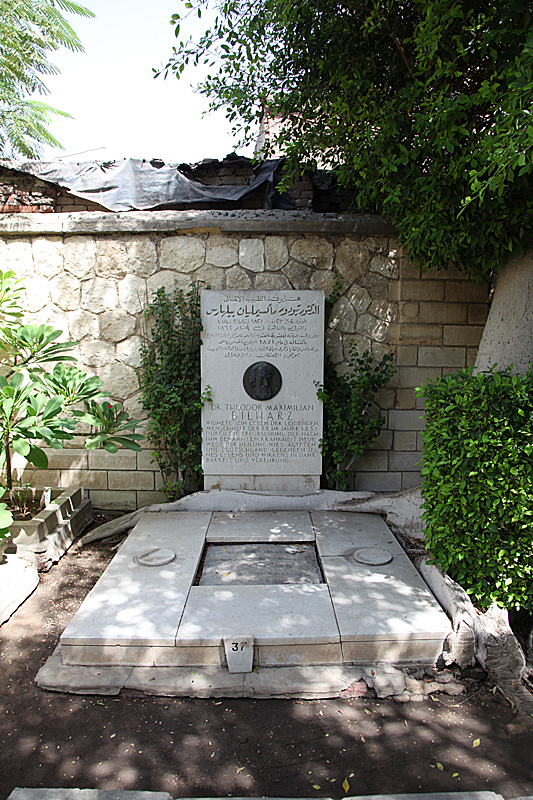
مقبرة تيودور بلهارس بمصر القديمة

في مارس 1862، صاحب تيودور بلهارس الأمير هرتسوج إرنست فون كوبورج-جوثا في زيارته لمصر والحبشة، حيث انتقل إليه مرض التيفوس بالعدوى من إحدى المريضات اللائي كان يعالجهن في الحبشة وتوفي بعدها بأسبوع في القاهرة 1862 وعمره 38 سنة.

## معهد تيودور بلهارس للأبحاث
تكريماً لدوره الهام في اكتشاف طفيل البلهارسيا والذي يمثل مشكلة صحية كبري في مصر، قامت الحكومة المصرية بإنشاء معهد بحثي متخصص في مجال مكافحة أمراض الكبد المتوطنة والمزمنة ومضاعفاتها وسمي معهد تيودور بلهارس للأبحاث. ويقع المعهد بمنطقة الوراق بمحافظة الجيزة.

## سبب تسمية بلهارسية
قد سميت بلهارسية نسبة الي العالم بلهارس وقد سمها بهاذا الاسم العالم باخ لتكريم العالم بلهارس لأكتشافة هذا المرض وقد كان سماه تيودور باسم اخر ولكن العالم تيودور بلهارس قد اكتشف ذكر البلهارسيا فقط عند تشريحة لمريض مصاب وكان الديدان توجد في الكبد.

## اقرأ أيضاً
- بلهارسية